# Fouad Massoum
Fouad Massoum, de son nom complet Mohammed Fouad Massoum (arabe : محمد فؤاد معصوم Muḥammad Fūād Ma‘ṣūm ; kurde : محمد فوئاد مەعسووم), né le 1er janvier 1938 à Koya dans la province d'Erbil, est un homme d'État irakien d'origine kurde, président de la république d'Irak de 2014 à 2018.
Le 24 juillet 2014, il est élu président de la république d'Irak par le Parlement,. Massoum est le deuxième président non-arabe de l'Irak, succédant à Jalal Talabani, également d'ascendance kurde. Après avoir étudié le droit et la charia à l'université de Bagdad, il sort diplômé de l'université al-Azhar au Caire en 1975 d'un doctorat de philosophie islamique.

## Carrière politique
Massoum rejoint le Parti communiste irakien en 1962 et en 1964 il voyage en Syrie pour rencontrer le secrétaire du parti communiste syrien, Khalid Bakdash. Après avoir découvert les attitudes de ce dernier contre les Kurdes, il quitte le parti pour rejoindre le Parti démocratique du Kurdistan (PDK).
En 1968, Massoum est le représentant du PDK à Bassorah. Il est également le représentant de la révolution kurde au Caire jusqu'en 1975.
Massoum est l'un des fondateurs de l'Union patriotique du Kurdistan (UPK) en 1976. Entre le 4 juillet 1992 et le 26 avril 1993, il est Premier ministre du Kurdistan irakien. En 2003, à la suite de l'invasion de l'Irak, il retourne à Bagdad pour être membre de la délégation représentant le Kurdistan, et a été membre du comité de rédaction de la constitution. En 2010, Massoum est devenu le premier président du Conseil des représentants.